# Список умерших в 1238 году

Евпатий Коловрат

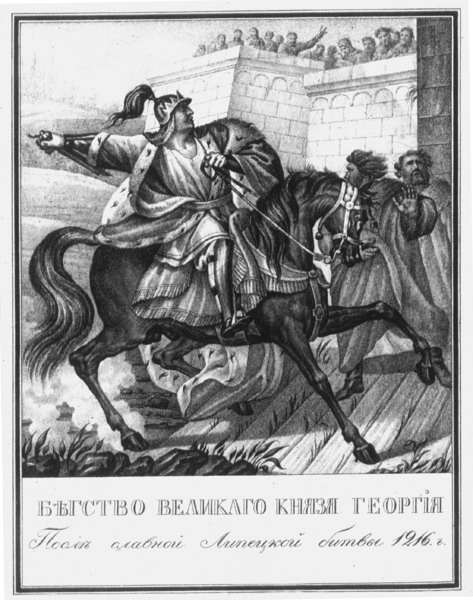
Юрий Всеволодович

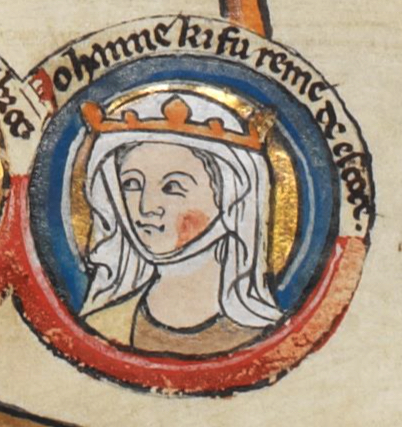
Иоанна Английская

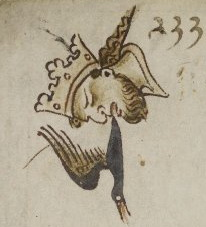
Мухаммад аль-Камиль

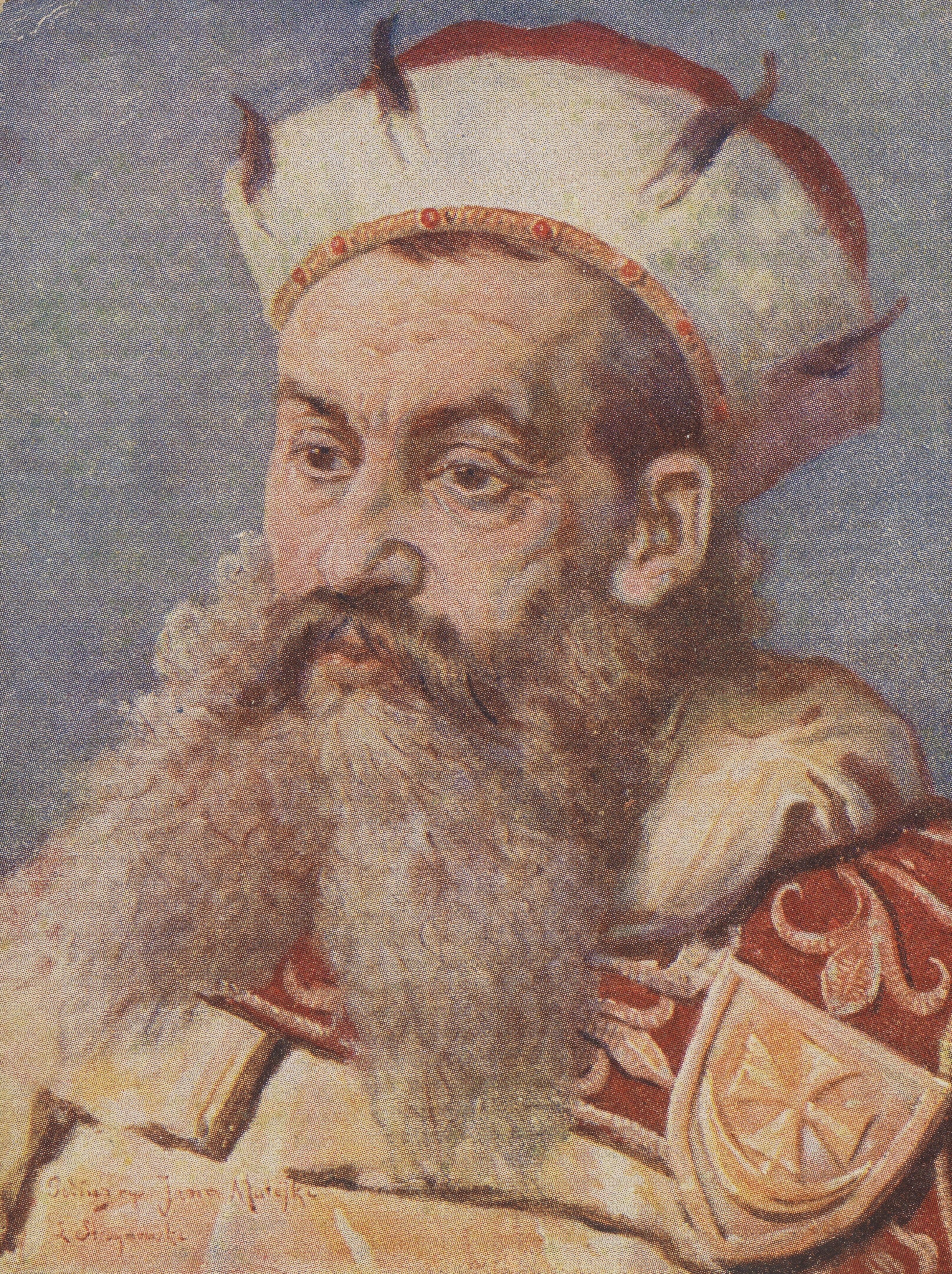
Генрих I Бородатый

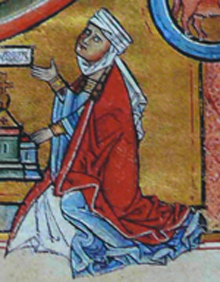
София Виттельсбах

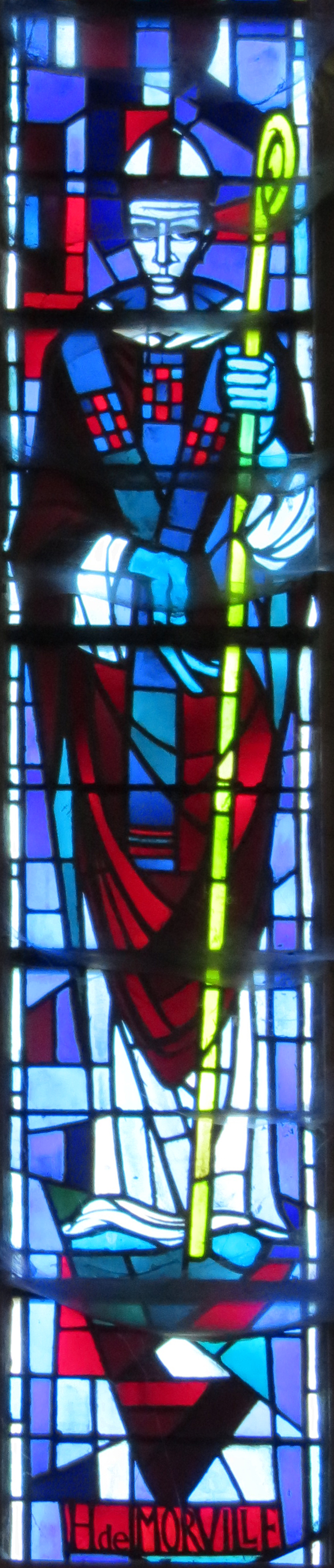
Юг II де Морвиль

В этой статье представлен список известных людей, умерших в 1238 году.
См. также: Категория:Умершие в 1238 году

## Январь
- 13 января — Ибн Худ — эмир Андалусии (1228—1237), убит.
- 14 января — Брунвард — епископ Шверина (1191—1238)
- Евпатий Коловрат — легендарный рязанский боярин, воевода и русский богатырь, погиб в битве с монголами
- Еремей Глебович — владимирский воевода, погиб в битве под Коломной
- Кюльхан — монгольский военачальник, сын Чингисхана, погиб в битве под Коломной
- Роман Ингваревич — Князь коломенский (1217—1238), погиб в битве под Коломной.
- Филипп Нянка, владимирский воевода, глава гарнизона Москвы во время её обороны от монголов.

## Февраль
- 7 февраля:
  - Агафия Всеволодовна — супруга великого князя Владимирского Юрия Всеволодовича, святая Русской православной церкви, погибла при взятии монголо-татарами Владимира-на-Клязьме;
  - Владимир Юрьевич (24) — сын великого князя Владимирского Юрия Всеволодовича князь (наместник) Московский (1236—1238). Убит монголами перед штурмом Владимира-на-Клязьме;
  - Всеволод Юрьевич — Князь новгородский (1221—1222, 1223—1224, погиб при взятии монголо-татарами Владимира-на-Клязьме;
  - Даниил Успенский, игумен, преподобномученик Русской православной церкви;
  - Митрофан — епископ Владимирский и Суздальский (1227—1238), погиб при взятии монголо-татарами Владимира-на-Клязьме;
  - Мстислав Юрьевич — средний сын великого князя Владимирского Юрия Всеволодовича, погиб при взятии монголо-татарами Владимира-на-Клязьме;
  - Феодора Юрьевна (8) — дочь князя Юрия Всеволодовича, погибла при взятии монголо-татарами Владимира-на-Клязьме;
  - Христина Владимирская — княгиня Владимирская, жена князя Владимира Юрьевича, погибла при взятии монголо-татарами Владимира-на-Клязьме. Святая Русской православной церкви.
- 8 февраля — Пётр Ослядюкович, воевода, руководивший неудачной обороной Владимира от монголов во время монгольского нашествия на Русь.
- 17 февраля — Генрих фон Тун[нем.] — епископ Базеля (1216—1238)

## Март
- 4 марта:
  - Василько Константинович (29) — Князь Ростовский(1218—1238), убит монголами в плену, после битвы на реке Сити, святой Русской православной церкви;
  - Всеволод Константинович (27) — первый князь Ярославский (1218—1238). Погиб в битве на реке Сити;
  - Дорофей Семёнович, владимирский воевода, глава 3-тысячного сторожевого полка в битве на Сити;
  - Жирослав Михайлович, владимирский воевода, глава великокняжеского войска;
  - Иоанна Английская (27) — королева-консорт Шотландии (1221—1238), жена Александра II;
  - Юрий Всеволодович (49) — Великий князь Владимирский (1212—1216, 1218—1238), святой Русской православной церкви, погиб в битве на реке Сити.
- 6 марта — Аль-Камиль Мухаммад ибн Ахмад — айюбидский султан Египта (1218—1238)
- 19 марта — Генрих I Бородатый — Князь Силезии (1201—1238), Великий князь Польши (1232—1238)
- 26 марта — Генрих I фон Мульнарк[нем.] — архиепископ Кёльна и герцог Вестфалии (1225—1238)

## Апрель
- 1 апреля — Жан II де Эпс[фр.] — епископ Льежа (1229—1238)

## Май
- Василий — князь козельский, убит монголами при взятии Козельска

## Июнь
- 9 июня — Пьер де Рош — епископ Уинчестера (1205—1238), главный юстициарий Англии (1213—1215)

## Июль
- 9 июля — Уильям де Малвесин[англ.] — епископ Глазго и канцлер Шотландии (1199—1202), епископ Сент-Андруса (1202—1238)
- 10 июля — София Виттельсбах — пфальцграфиня-консорт Саксонии и ландграфиня-консорт Тюрингии (1196—1217), жена Германа I

## Октябрь
- 5 октября — Педро Рамирес де Педрола[исп.] — епископ Осмы (1225—1230), архиепископ Памплоны (1230—1238)
- 12 октября — Маурисио[исп.] — епископ Бургоса (1213—1238)

## Декабрь
- 10 декабря — Жан I д'Апремон[нем.] — епископ Вердена (1217—1224), епископ Меца (1224—1238)
- 26 декабря
  - Александр де Ставенби[англ.] — епископ Ковентри и Личфилда (1224—1238)
  - Юг II де Морвиль[фр.] — епископ Кутанса (1208—1238)
- 30 декабря — Конрад I фон Велбер[нем.] — князь-епископ Оснабрюка (1227—1238)

## Дата неизвестна или требует уточнения
- Азриэль из Жероны — один из самых известных еврейских каббалистов Жеронской школы XIII века, ученик Исаака Слепого.
- Всеволод Михайлович, пронский князь (1217—1237).
- Гильом де Лоррис, французский трувер.
- Гуго Ибелин[англ.] — сын Жана I Ибелина, полководец Кипрского королевства, один из победителей битвы при Агриди.
- Иван Мстиславич, князь Козельский (1223—1238).
- Иванко Дмитрович — Новгородский посадник (1220—1229), погиб в битве с монголами.
- Иоанн I Аксух Великий Комнин — Трапезундский император (1235—1238), погиб в результате несчастного случая.
- Матфей I Орсини, маркграф Кефалинии и Закинфа (1195—1238).
- Махмуд Тараби — руководитель народного восстания в Бухаре против феодалов-садров и монголов. Погиб в битве с монголами под Кермине
- Сигхват Стурлусон[англ.] — исландский поэт-скальд, брат Снорри Стурлусона
- Убальдо Висконти де Галлура — юдекс Галлуры (1225—1238), юдекс Логудоро (1236—1238), юдекс Каглиари (1230—1232)
- Феликс Уа Руанада[англ.] — епископ Туама (1201—1235)
- Хью I ле Диспенсер — богатый землевладелец в Восточном Мидлендсе, главный шериф Беркшира
- Элеазар из Вормса — еврейский талмудист